# Myrcia clavija
Myrcia clavija är en myrtenväxtart som beskrevs av Marcos Sobral. Myrcia clavija ingår i släktet Myrcia och familjen myrtenväxter. Inga underarter finns listade i Catalogue of Life.